# سیارک ۱۷۸۹۸
سیارک ۱۷۸۹۸ (به انگلیسی: 17898 Scottsheppard، نامگذاری:1999FB19) هفده هزار و هشتصد و نود و هشتمین سیارک کشف شده‌است که در ۲۲ مارس ۱۹۹۹ کشف شد.
قدر مطلق سیارک برابر ۱۶.۲ است.